# 哲学逻辑
哲学逻辑（英語：Philosophical logic）指传统上使用公认的逻辑方法来解决或推进哲学问题讨论的哲学领域，是对逻辑更特定于哲学的方面的研究。 其中，西比尔·沃尔夫拉姆强调了对论证、意义和真理的研究，而科林·麦克金则将同一性、存在、预测、必然性和真理作为他关于哲学逻辑的书的主要主题。
哲学逻辑被理解为包含并专注于非经典逻辑，尽管该术语还有其他含义。 非经典逻辑是对传统的经典逻辑的扩展和替代, 其介绍可见于 约翰·P·伯吉斯 的《哲学逻辑》。 该著作描述非经典逻辑的五个中心分支（时间逻辑、模态逻辑、条件逻辑、相干逻辑和直觉逻辑），重点关注形式化模型和直觉动机之间有时存在问题的关系。进一步的介绍可见其它有关文献。
哲学逻辑术语相对于数理逻辑，因为数理逻辑开发于19世纪晚期，已经包含了传统上一般由逻辑学处理的大多数主题。它关心的是尽可能的以最基础的方式刻画如推论、理性思维、真理和思维内容这样的概念，并尝试使用现代形式逻辑建模它们。
哲学逻辑並不关心与思维、情感、想象和类似事物相关的心理过程。它只关心那些有能力为真和假的实体 — 思维、句子、命题，並把這些概念應用在心灵哲学和语言哲学上。弗雷格被认为是现代哲学逻辑的缔造者。